# Argumentum ad nauseam

Ad nauseam în limba latină descrie situația în care ceva a "ajuns până la a provoca nausea, greață" (lat. nauseam = greață, stare de rău). De exemplu: "Acest topic a fost discutat ad nauseam"; adică a fost discutat atât de mult încât toată lumea s-a săturat de el.
Argumentum ad nauseam, apelul la repetiție sau argumentum ad infinitum este un argument prezentat în repetate rânduri (posibil de diferite persoane) până la punctul în care nimeni nu mai este interesat să-l mai discute.
În unele cazuri un același argument dezbătut și eventual demonstrat ca invalid este repetat într-o manieră reformulată în speranța că totuși pană la urmă oponentul îl va accepta ca fiind valid. Acestă eroare logică se numește dovada prin aserțiune.